# Col de Cou (Champéry)
Col de Cou är ett bergspass i Schweiz, på gränsen till Frankrike. Col de Cou ligger 1 920 meter över havet.
Trakten runt Col de Coux består i huvudsak av gräsmarker.